# مارسيلو أوليفيرا دا سيلفا
مارسيلو أوليفيرا دا سيلفا (بالبرتغالية: Marcelo Oliveira da Silva‏) هو لاعب كرة قدم برازيلي، ولد في 10 سبتمبر 1984 في بيلو هوريزونتي في البرازيل. لعب مع أتلتيكو مينيرو ونادي أفاي لكرة القدم ونادي أوبه ونادي أورغريته ونادي الشارقة ونادي الوحدة ونادي فلومينينسي ونادي كوريتيبا ونافال.

## وصلات خارجية
- مارسيلو أوليفيرا دا سيلفا على موقع قاعدة بيانات كرة القدم.إي يو (الإنجليزية)
- مارسيلو أوليفيرا دا سيلفا على موقع Soccerway.com (الإنجليزية)